# Rudolf II. Lizinjanski
Rudolf II. Lusinjanski (Raoul de Lusignan) (? – rujan 1246.) bio je grof Eua i gospodar Issouduna, Mellea, Civraya, Chizéa i Mothe-Saint-Héraya. Bio je sin Rudolfa I. Lusinjanskog i njegove žene Alise, grofice Eua.
Imao je tri braka. Prvo je oženio Ivanu de Bourgogne, 1222. Nisu imali djece. Njegova je druga žena bila Jolanda de Dreux. Jolanda je Rudolfu rodila nasljednicu Mariju, njegovo jedino dijete. Rudolfova je treća žena bila Filipa de Dammartin, ali nisu imali djece. On je bio njen prvi muž.